# Kojak Variety
Albums de Elvis Costello
The Very Best of Elvis Costello and The Attractions 1977-86
(1994) Deep Dead Blue
(1995)
Kojak Variety (1995) est un album de reprise d'Elvis Costello. "Days" était déjà disponible sur Until the End of the World (1991), la bande originale du film Jusqu'au bout du monde, par Wim Wenders.

## Liste des pistes

### Album d'origine
| No  | Titre                           | Auteur                                            | Durée |
| --- | ------------------------------- | ------------------------------------------------- | ----- |
| 1.  | Strange                         | Screamin' Jay Hawkins                             | 2:39  |
| 2.  | Hidden Charms                   | Willie Dixon                                      | 3:29  |
| 3.  | Remove This Doubt               | Lamont Dozier, Brian Holland, Edward Holland, Jr. | 3:52  |
| 4.  | I Threw It All Away             | Bob Dylan                                         | 3:23  |
| 5.  | Leave My Kitten Alone           | Little Willie John, Titus Turner, Jay McDougal    | 3:10  |
| 6.  | Everybody's Crying Mercy        | Mose Allison                                      | 4:05  |
| 7.  | I've Been Wrong Before          | Randy Newman                                      | 3:01  |
| 8.  | Bama Lama Bama Loo              | Richard Penniman                                  | 2:45  |
| 9.  | Must You Throw Dirt in My Face? | Bill Anderson                                     | 3:49  |
| 10. | Pouring Water on a Drowning Man | Drew Baker, Dani McCormick                        | 3:39  |
| 11. | The Very Thought of You         | Ray Noble                                         | 3:42  |
| 12. | Payday                          | Jesse Winchester                                  | 2:57  |
| 13. | Please Stay                     | Burt Bacharach, Hal David                         | 4:49  |
| 14. | Running Out of Fools            | Richard Ahlert, Kay Rogers                        | 3:04  |
| 15. | Days                            | Ray Davies                                        | 4:54  |

### Pistes supplémentaires (réédition Rhino Records de 2004)
| No  | Titre                                                              | Auteur                           | Durée |
| --- | ------------------------------------------------------------------ | -------------------------------- | ----- |
| 16. | Ship of Fools                                                      | Jerry García, Robert Hunter      | 5:21  |
| 17. | My Resistance Is Low                                               | Harold Adamson, Hoagy Carmichael | 2:00  |
| 18. | Innocent When You Dream                                            | Tom Waits                        | 4:30  |
| 19. | I'm Coming Home                                                    | T-Bone Burnett                   | 3:13  |
| 20. | The Dark End of the Street                                         | Chips Moman, Dan Penn            | 3:10  |
| 21. | Congratulations                                                    | Paul Simon                       | 2:47  |
| 22. | You're Gonna Make Me Lonesome When You Go                          | Dylan                            | 2:13  |
| 23. | Pouring Water on a Drowning Man (Alternate Version)                | Baker, McCormick                 | 2:54  |
| 24. | Still Feeling Blue                                                 | Gram Parsons                     | 2:23  |
| 25. | Brilliant Disguise                                                 | Bruce Springsteen                | 4:03  |
| 26. | How Long Has This Been Going On                                    | George Gershwin, Ira Gershwin    | 2:31  |
| 27. | Sleepless Night                                                    | Felice Bryant, Boudleaux Bryant  | 3:58  |
| 28. | Step Inside Love                                                   | John Lennon, Paul McCartney      | 2:49  |
| 29. | You've Got to Hide Your Love Away                                  | Lennon, McCartney                | 2:38  |
| 30. | Sally Sue Brown                                                    | Arthur Alexander                 | 2:19  |
| 31. | Sticks and Stones                                                  | Turner                           | 1:36  |
| 32. | That's How You Got Killed Before (avec The Dirty Dozen Brass Band) | Dave Bartholomew                 | 3:14  |
| 33. | The Night Before Larry Was Stretched                               | traditionnel                     | 5:10  |
| 34. | But Not for Me (avec Larry Adler)                                  | G. Gershwin, I. Gershwin         | 5:04  |
| 35. | Full Forge Gale                                                    | Van Morrison                     | 2:59  |

- Cette réédition place l'album original et l'intégralité des pistes bonus sur deux disques séparés.

## Personnel
- Elvis Costello - Chant ; harmonica
- James Burton - Guitare
- Jim Keltner - Batterie
- Larry Knechtel - Claviers ; piano
- Marc Ribot - Banjo ; guitare ; cor d'harmonie
- Jerry Scheff - Guitare basse
- Pete Thomas - Batterie